# Маклеморсвілл (Теннессі)
Маклеморсвілл (англ. McLemoresville) — місто (англ. town) в США, в окрузі Керролл штату Теннессі. Населення — 288 осіб (2020).

## Географія
Маклеморсвілл розташований за координатами 35°59′13″ пн. ш. 88°34′52″ зх. д. / 35.98694° пн. ш. 88.58111° зх. д. (35.987050, -88.581219).  За даними Бюро перепису населення США в 2010 році місто мало площу 6,69 км², уся площа — суходіл. В 2017 році площа становила 5,71 км², уся площа — суходіл.

## Демографія
Згідно з переписом 2010 року, у місті мешкали 352 особи в 146 домогосподарствах у складі 97 родин. Густота населення становила 53 особи/км².  Було 174 помешкання (26/км²).
Расовий склад населення:
| - 88,9 % — білих - 9,4 % — чорних або афроамериканців - 0,3 % — азіатів |

До двох чи більше рас належало 1,4 %. Частка іспаномовних становила 0,0 % від усіх жителів.
За віковим діапазоном населення розподілялося таким чином: 23,6 % — особи молодші 18 років, 55,9 % — особи у віці 18—64 років, 20,5 % — особи у віці 65 років та старші. Медіана віку мешканця становила 44,8 року. На 100 осіб жіночої статі у місті припадало 90,3 чоловіків;  на 100 жінок у віці від 18 років та старших — 85,5 чоловіків також старших 18 років.
Середній дохід на одне домашнє господарство  становив 47 011 долар США (медіана — 41 250), а середній дохід на одну сім'ю — 60 066 доларів (медіана — 58 750). За межею бідності перебувало 26,8 % осіб, у тому числі 55,0 % дітей у віці до 18 років та 21,1 % осіб у віці 65 років та старших.
Цивільне працевлаштоване населення становило 119 осіб. Основні галузі зайнятості: роздрібна торгівля — 23,5 %, виробництво — 13,4 %, мистецтво, розваги та відпочинок — 9,2 %, оптова торгівля — 8,4 %.